# غوكي توموزاوا
غوكي توموزاوا (باليابانية: 友澤 剛気) (14 فبراير 1991 في كاناغاوا في اليابان – )؛ هو لاعب كرة قدم ياباني سابق كان يلعب كمهاجم.

## وصلات خارجية
- غوكي توموزاوا على موقع رابطة كرة القدم اليابانية للمحترفين (اليابانية)